# 永昌州 (云南)
永昌州，中国元朝时设置的州。
元世祖至元十一年（1274年）置永昌州，属云南行省大理路。治所即今云南省保山市。辖境相当今云南省保山市、永平县等一带。至元十五年（1278年）升永昌州为永昌府。